# Sviksjön
Sviksjön är en sjö i Åsele kommun i Lappland och ingår i Ångermanälvens huvudavrinningsområde. Sjön har en area på 0,662 kvadratkilometer och ligger 305 meter över havet.

## Delavrinningsområde
Sviksjön ingår i det delavrinningsområde (711842-156746) som SMHI kallar för Utloppet av Sviksjön. Medelhöjden är 350 meter över havet och ytan är 14,08 kvadratkilometer. Räknas de 47 avrinningsområdena uppströms in blir den ackumulerade arean 518,51 kvadratkilometer. Stamsjöån som avvattnar avrinningsområdet har biflödesordning 2, vilket innebär att vattnet flödar genom totalt 2 vattendrag innan det når havet efter 200 kilometer. Avrinningsområdet består mestadels av skog (70 procent) och sankmarker (19 procent). Avrinningsområdet har 0,7 kvadratkilometer vattenytor vilket ger det en sjöprocent på 5 procent.